# Alianza Democrática para Egipto
La Alianza Democrática para Egipto (en árabe: التحالف الديمقراطي من أجل مصر; en inglés: Democratic Alliance for Egypt) o informalmente Alianza Democrática fue una coalición electoral que se estableció en Egipto después de la revolución egipcia de 2011 que derrocó al régimen autoritario de Hosni Mubarak. La Alianza Democrática ganó las elecciones legislativas de 2011 y las presidenciales de 2012, llevando a la presidencia a Mohamed Morsi. Sin embargo, su gobierno solo duró un año antes de ser derrocado en un golpe de Estado.

## Partidos miembros
- Partido Libertad y Justicia
- Partido Socialista Árabe Egipcio
- Partido de Ghad El-Thawra
- Partido Dignidad
- Partido Laborista
- Partido Ahrar
- Partido de la Reforma Egipcia
- Partido del Renacimiento y la Reforma
- Partido de la Seguridad y el Desarrollo[2]